# Авиационные происшествия Аэрофлота 1961 года

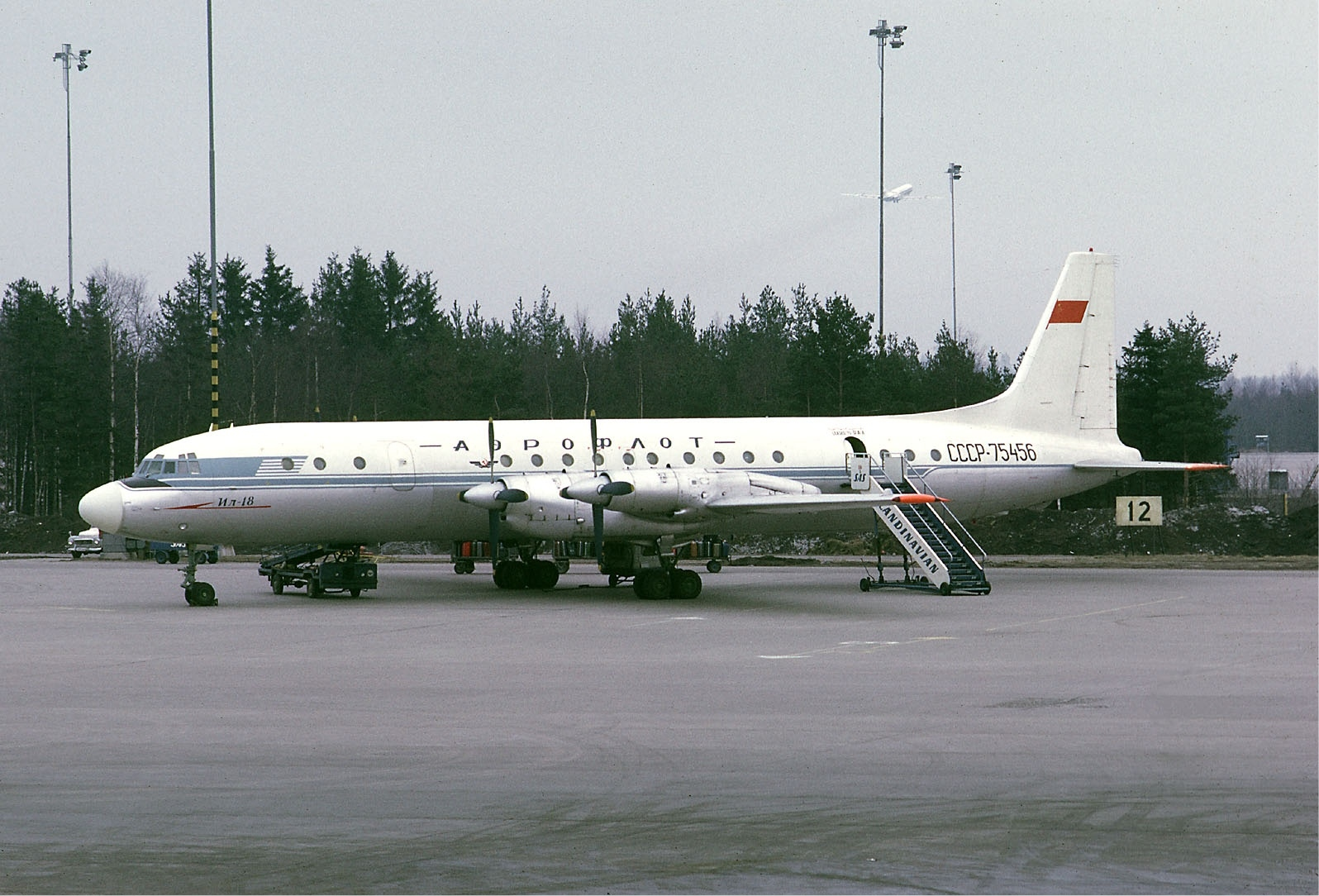
Ил-18 предприятия «Аэрофлот»

Авиационные происшествия и инциденты, включая угоны, произошедшие с воздушными судами Главного управления гражданского воздушного флота при Совете министров СССР («Аэрофлот») в 1961 году.
В этом году крупнейшая катастрофа с воздушными судами предприятия «Аэрофлот» произошла 17 декабря в Тарасовском районе Ростовской области в районе города Миллерово, когда самолёт Ил-18Б следуя на высоте 8 км вышел из-под контроля экипажа и спикировал вниз, врезавшись в землю, в результате чего погибли 59 человек (подробнее…).

## Список
Отмечены происшествия и инциденты, когда воздушное судно было восстановлено.
| Дата                  | Место                                                                     | ВС      | Бортовой номер | Управление           | Жертв  | Описание | И      |
| --------------------- | ------------------------------------------------------------------------- | ------- | -------------- | -------------------- | ------ | --- | ------ |
| 17 января 1961 года   | Первое Мая, Дубовский район, 85 км ССВ Гумрака                            | Ли-2    | 84694          | Северо-Кавказское    | 5/5    | Потеряв скорость при зондировании атмосферы и перейдя в сваливание из-за ошибок в пилотировании, упал с высоты 5,2 км | [ 1 ]  |
| 21 января 1961 года   | 27 км ВЮВ Волхова                                                         | Ми-4А   | 31462          | Кременчугское ЛУ ГВФ | 3/3    | Упал в лес после отделения лопасти несущего винта | [ 2 ]  |
| 30 января 1961 года   | Сталинград                                                                | Ил-14М  | 41858          | Северо-Кавказское    | 1/4    | В тренировочном полёте упал после взлёта из-за ошибок во взаимодействии экипажа при имитации отказа двигателя | [ 3 ]  |
| 1 февраля 1961 года   | Кневичи, Владивосток                                                      | Ту-104А | 42357          | Московское           | 0/?    | При посадке выкатился за пределы ВПП | [ 4 ]  |
| 16 марта 1961 года    | Нижнеисетский пруд, Свердловск                                            | Ту-104Б | 42438          | Западно-Сибирское    | 2+5/51 | Отказ одного двигателя после взлёта и ошибочное отключение другого; при вынужденной посадке на замёрзший пруд выкатился на берег и врезался в строения (подробнее…) | [ 5 ]  |
| 17 марта 1961 года    | Уфа                                                                       | Ли-2    | 54783          | Приволжское          | 2/4    | Упал после взлёта с попутным ветром при наличии мокрого снега на поверхности самолёта | [ 6 ]  |
| 4 апреля 1961 года    | Северо-Байкальский район, 7—10 км В Довырена (56°19′ с. ш. 109°52′ в. д.) | Ан-2Т   | 54783          | Восточно-Сибирское   | 2/2    | В полёте отделилась лопасть воздушного винта, после чего от вибрации разрушился фонарь кабины, выведя из строя пилотов; неуправляемый самолёт упал в ущелье | [ 7 ]  |
| 18 апреля 1961 года   | Батыревский район, 1,5 км С Нового Ахпердина                              | Ан-2Т   | 47614          | Приволжское          | 1/2    | Выполняя авиационно-химические работы при развороте на малой высоте перешёл в сваливание и врезался в землю | [ 8 ]  |
| 24 апреля 1961 года   | Пушкинский перевал, 10 км ЮЗ Степанавана                                  | Ан-2Т   | 98247          | Армянская ОАГ        | 16/19  | Столкновение с горой при пролёте перевала в СМУ | [ 9 ]  |
| 12 мая 1961 года      | Сяськино, Белинский район, 2 км ЮЗ Белинского                             | Ae-145  | 98247          | Приволжское          | 2/2    | Упал после взлёта из-за вероятного отказа двигателя и ошибок в пилотировании | [ 10 ] |
| 4 июня 1961 года      | Чита                                                                      | Ил-14Г  | 61732          | Восточно-Сибирское   | 5/5    | Столкновение с горным хребтом при заходе на посадку из-за преждевременного снижения и попадания в нисходящие потоки | [ 11 ] |
| 17 июня 1961 года     | Улан-Бургасы, Прибайкальский район, 12,5 км В Хаима                       | Як-12М  | 74085          | Восточно-Сибирское   | 1/1    | Столкновение с горой после отклонения от трассы | [ 12 ] |
| 21 июня 1961 года     | Ашхабад                                                                   | Ан-2    | н.д.           | н.д.                 | 0/?    | Попытка угона самолёта двумя мужчинами | [ 13 ] |
| 22 июня 1961 года     | близ Богородицка                                                          | Ил-18Б  | 75672          | Московское           | 0/97   | Вынужденная посадка в поле из-за пожара двигателя; позже экипаж был удостоен государственных наград | [ 14 ] |
| 7 июля 1961 года      | хребет Берёзовский Камень                                                 | Ми-1М   | 68049          | Уральское            | 0/2    | При заходе на посадку из-за отвлечения пилота зацепил деревья и упал в лес | [ 15 ] |
| 8 июля 1961 года      | Сосновый Бор, Нижнесергинский район                                       | Ил-14М  | 41848          | Украинское           | 9/26   | Упал в лес после истощения топлива | [ 16 ] |
| 10 июля 1961 года     | Одесса                                                                    | Ту-104Б | 42447          | Северное             | 1/94   | При заходе на посадку в грозу просел под глиссаду, зацепил огни подхода и строения и врезался в землю до ВПП (подробнее…) | [ 17 ] |
| 19 июля 1961 года     | Супсех, Анапский район                                                    | Ми-1МНХ | 68169          | Северо-Кавказское    | 1/1    | При заходе на посадку отделилась лопасть несущего винта, после чего от возникшей вибрации отделился несущий винт, приведя к падению вертолёта на землю | [ 18 ] |
| 28 июля 1961 года     | Третьяково, Луховицы                                                      | Ил-18В  | 75766          | н.д.                 | 0/?    | В испытательном полёте при заходе на посадку из-за отказа двигателя потерял высоту и врезался в землю до ВПП | [ 19 ] |
| 3 августа 1961 года   | Беринговский, Чукотский АО                                                | Ми-4А   | 31543          | Магаданская ОАГ      | 0/4+   | Грубая посадка с повреждением хвостовой балки | [ 20 ] |
| 13 августа 1961 года  | Спилве, Рига                                                              | Ил-18Б  | 75653          | Московское           | 0/?    | В перегоночном рейсе при посадке выкатился за пределы аэродрома | [ 21 ] |
| 8 сентября 1961 года  | Одесский пригородный район, 2 км З Алтестова                              | Як-12А  | 56390          | Украинское           | 1/1    | Пожар на борту | [ 22 ] |
| 10 сентября 1961 года | Нижний Чарбах, близ Еревана                                               | Як-12М  | 44348          | Армянская ОАГ        | 1/4    | Попытка захвата самолёта темя пассажирами с целью угона в Турцию; пилот направил самолёт в землю, в результате чего тот врезался в виноградники, при этом погиб один угонщик, а остальные позже были приговорены к расстрелу (подробнее…)                                                            | [ 23 ] |
| 11 сентября 1961 года | Закарпатская область, близ Комсомольска                                   | Ми-1Т   | 10181          | Украинское           | 3/3    | После взлёта не набрал необходимую высоту и попав в нисходящий поток врезался в лес на горе | [ 24 ] |
| 11 сентября 1961 года | Коммунист, Краснокутский район, 16 км З Красного Кута                     | Як-18А  | 81396          | Краснокутское ЛУ ГВФ | 2/2    | В учебном полёте из-за ошибок в пилотировании потерял скорость и врезался в землю | [ 25 ] |
| 17 сентября 1961 года | Ташкент                                                                   | Ту-104А | 42388          | Узбекское            | 0/?    | Повреждён при грубой посадке; был передан Рижскому авиационному институту в качестве макета | [ 26 ] |
| 18 сентября 1961 года | Шацкий район, близ Просандеевки                                           | Як-18А  | 8              | Сасовское ЛУ ГВФ     | 2/2    | В учебном полёте потерял скорость и войдя в штопор врезался в землю | [ 27 ] |
| 22 сентября 1961 года | 95 км З Оймякона                                                          | Ли-2    | 16154          | Якутская ОАГ         | 6/6    | Упал в лес после истощения топлива | [ 28 ] |
| 12 октября 1961 года  | Удерейский район, Ангара, близ Рыбного                                    | Ми-1Т   | 40343          | Красноярское         | 2/2    | Врезался в реку из-за дезориентации пилота в снегопаде | [ 29 ] |
| 31 октября 1961 года  | 2 км от Смородичного, 8 км ЮВ Сангара                                     | Ил-14М  | 61712          | Якутская ОАГ         | 5/5    | Столкновение с горой при заходе на посадку из-за дезориентации экипажа | [ 30 ] |
| 2 ноября 1961 года    | Воздвиженка, Уссурийский район                                            | Ту-104Б | 42504          | Дальневосточное      | 0/?    | При заходе на посадку во Владивостоке из-за снижения под глиссаду врезался в антенну БПРМ, из-за чего пробило левый топливный бак и остановился левый двигатель. При заходе на посадку на запасном аэродроме Воздвиженка из-за полного истощения топлива совершил вынужденную посадку в поле до ВПП. | [ 31 ] |
| 17 декабря 1961 года  | Тарасовский район, 10 км В Чеботовки                                      | Ил-18Б  | 75654          | Московское           | 59/59  | При полёте на эшелоне из-за случайного полного выпуска закрылков потерял управление и помчавшись вниз врезался в землю (подробнее…) | [ 32 ] |
| 31 декабря 1961 года  | 3 км ЮЗ Минеральных Вод                                                   | Ил-18В  | 75757          | Армянская ОАГ        | 32/119 | При уходе на второй круг не набрал высоту и отклонившись от схемы врезался в холм (подробнее…) | [ 33 ] |